# Laboratoires Urgo
 (octobre 2012).
Si vous disposez d'ouvrages ou d'articles de référence ou si vous connaissez des sites web de qualité traitant du thème abordé ici, merci de compléter l'article en donnant les références utiles à sa vérifiabilité et en les liant à la section « Notes et références ».
Les Laboratoires Urgo sont une société pharmaceutique française issue des Laboratoires Fournier. Elle est intégrée et à l'origine du Groupe Urgo, dont elle constitue le pôle Urgo Medical.
Le siège des Laboratoires Urgo est situé en France à Chenôve, dans la banlieue dijonnaise.

## Historique
- 1880 : création des Laboratoires Fournier par Eugène Fournier et Pierre Bon, à Dijon[3].
- 1940 : Jean Le Lous, jeune pharmacien de 29 ans, prend la tête des Laboratoires Fournier
- 1958 : création de la marque Urgo par Jean Le Lous[4]
- 1979 : lancement du slogan « Y a de l’Urgo dans l’air… »[5]
- 1991 : création d’une filiale en  Allemagne
- 2002 : acquisition de Parema au  Royaume-Uni
- 2003 : à la mort de Jean Le Lous en mars 2002, le groupe Fournier se divise entre "Fournier Pharma", "Tilderm", "Plasto" et le "laboratoire Urgo" racheté Hervé Le Lous alors directeur général et président de Juva Santé[6].
- 2005 : l'entreprise s’installe dans son nouveau centre industriel à Chevigny Saint Sauveur
- 2007 : acquisition de Vitafarma en  Espagne[7]
- 2008 : acquisition d’Alvityl, entreprise de compléments alimentaires fondée en 1959[8],[9],[10]
- 2011 : acquisition de LM Pharma, au  Brésil[7]

## Implantation

### Europe
- France
- Allemagne
- Belgique
- République tchèque
- Espagne
- Portugal
- Royaume-Uni
- Pays-Bas
- Pologne
- Italie
- Suisse

### Asie
- Chine
- Malaisie
- Singapour
- Philippines
- Thaïlande
- Viêt Nam
- Inde

### Amérique
- États-Unis avec Hollister Wound Care

### Afrique
- Algérie

## Condamnation
En janvier 2023, les laboratoires Urgo sont condamnés à une amende de 1 125 000 euros, dont 625 000 avec sursis, pour avoir offert depuis 2015 des cadeaux d'un montant total de 55 millions d'euros sous forme d'avantages en nature à des pharmaciens d'officine, en contrepartie de l’abandon de remises commerciales. Des auditions et perquisitions ont été entamées auprès des pharmaciens concernés à la suite de cette condamnation,,.